# Pulag Chasma
Il Pulag Chasma è una struttura geologica della superficie di Rea.